# Saccharomyces
Saccharomyces è un genere del regno dei funghi che include molte specie di lieviti.  Saccharomyces deriva dal latino, fungo dello zucchero. Molti membri di questo genere sono considerati molto importanti nelle produzioni alimentari. La specie modello è il Saccharomyces cerevisiae, che è utilizzato nella maggior parte delle fermentazioni industriali, per la produzione di vino, pane, e birra. Da ricordare anche il Saccharomyces bayanus, usato nella produzione di vino, e Saccharomyces boulardii, usato in campo medico.

## Morfologia
Le colonie di Saccharomyces crescono rapidamente sino ad arrivare a maturazione in tre giorni. Si presentano piatte, lisce, umide, lucide o opache, dal colore crema al crema/marroncino. La caratteristica tipica del genere Saccharomyces è l'abilità di fermentare numerosi tipi di carboidrati e invece l'incapacità di utilizzare i nitrati.

### Morfologia cellulare
Si osservano Blastoconidia (gemme). Sono unicellulari, di forma globosa, ellissoidale o elongata.
Abbiamo tipicamente gemme multilaterali.
Le pseudoife, se presenti, hanno un carattere rudimentale; sono assenti le ife.
I lieviti del genere Saccharomyces producono ascospore, specialmente quando crescono nei terreni di cultura V-8, acetate ascospor agar, o Gorodkowa.
Queste ascospore sono globose e collocate negli aschi. Ognuno di questi contiene da una a quattro ascospore; non si rompono a maturità.
Per colorare le ascospore si usa una colorazione per ascospore e la colorazione di Kinyoun (carbolfucsina a freddo).
Quando colorate con la colorazione di Gram le ascospore appaiono come Gram negative mentre le cellule vegetative sono Gram positive.

## Storia
La presenza di questi lieviti nella birra fu supposta per la prima volta nel 1680, ma non furono chiamati Saccharomyces sino al 1837.
Solo nel 1876 Louis Pasteur ha dimostrato il ruolo di questi microrganismi viventi nella fermentazione.
Nel 1888, Hansen ha isolato i lieviti di fermentazione della birra, ribadendone la fondamentale importanza.
L'uso dei microscopi per lo studio della morfologia e la purezza delle colture è stata cruciale per capire a fondo la loro funzionalità.

## Utilizzo nella fermentazione della birra
I lieviti della birra sono poliploidi ed appartengono al genere Saccharomyces. Possono essere classificati in due gruppi; le specie per le birre ad alta fermentazione, dette ale (Saccharomyces cerevisiae), e le specie per le birre a bassa fermentazione, dette lager (Saccharomyces pastorianus, detto Saccharomyces carlsbergensis nella vecchia nomenclatura).
Anche se le due specie differiscono notevolmente per molti fattori, come la loro risposta alla temperatura ed i modi di trasportare ed utilizzare gli zuccheri, il S. pastorianus ed il  S. cerevisiae sono strettamente legate all'interno del genere.
I Saccharomyces possono essere in simbiosi con i batteri e, in questo modo, utilizzati nella produzione di kombucha, kefir e la birra allo zenzero (ginger beer e ginger ale).

## Patologia
I Saccharomyces causano la degradazione dei cibi in quelli ricchi di zuccheri come condimenti, succhi concentrati e sciroppi.
Una lunga esposizione al Saccharomyces cerevisiae può causare ipersensibilità.